# Boe Szyslak
Boe Szyslak è un personaggio della serie animata I Simpson. Nell'edizione originale in lingua inglese, il personaggio è noto come Moe Szyslak, il suo nome completo è Moammar Morris Szyslak (pronuncia /'sɪz.læk/), ed è doppiato da Hank Azaria.
Boe è il proprietario e oste della "Taverna di Boe", una taverna di Springfield frequentata fra gli altri da Homer Simpson, Barney Gumble, Sam e Larry, Lenny Leonard e Carl Carlson.
Boe possiede un fucile a pompa, che tiene sotto il bancone e sfodera appena qualche criminale tenta di rapinarlo. Nella vicina città di Shelbyville c'è un personaggio che gli è estremamente somigliante, e gestisce anch'egli una taverna.

## Biografia
Le origini ambigue e contraddittorie di Boe sono una gag ricorrente nella serie. Ad esempio, pur avendo un cognome polacco e parlando macedone (comunque una lingua slava), nell'episodio "Alla faccia della bandiera" afferma di essere originario dei Paesi Bassi e di essere immigrato illegalmente negli Stati Uniti, mentre nella puntata "Il giorno dello sciacallino" afferma di essere nato nell'Indiana; nella puntata "Il fanciullo interiore di Bart" rivela che da giovane parlava con un accento italiano, alludendo a una possibile origine italiana, mentre ne "Nel nome del nonno" Boe afferma che suo nonno era irlandese; in "Lisa diventa Gaga" si definisce invece "Mezzo mostro e mezzo armeno".  Ne "Il braccio violento della legge", un controllo dei suoi precedenti penali condotto da Homer afferma che il suo vero nome era Moammar.
Anche la sua gioventù e l'identità dei suoi genitori restano poco chiari. Nella puntata Dalla Russia senza amore Boe rivela che sua madre è morta investita da un furgone che trasportava fiori. Nell'episodio Springfield Up Boe rivela a Declan Desmond che suo padre era un fenomeno da circo, ma Boe non l'avrebbe mai conosciuto; afferma infatti di essere cresciuto solo con la madre. Nell'episodio Andiamo ai materassi! della ventinovesima stagione, si scopre che suo padre Morty gestisce un impero economico basato sulla vendita di materassi, dove lavorano anche i suoi fratelli Minnie e Marv. Nella puntata "Boe dagli stracci ai ricchi", lo straccio parlante rivela invece che Boe è figlio di uno yeti, mentre secondo un'altra puntata i suoi genitori lo lasciarono ad un campo estivo senza tornare più a riprenderselo.
La puntata L'uomo radioattivo svela che da bambino recitò nella parte di "Smelly" (Puzzoncello), un duro di "Simpatiche canaglie" finché uccise l'Alfalfa originale, che gli aveva rubato una gag, e fu licenziato (non subì conseguenze legali dato che Alfalfa era un orfano di proprietà degli studios). In Homer toro scatenato invece mostra che in gioventù divenne un pugile professionista, combattendo con i nomi di: "Fusto Gagliardo", "Fusto Presentabile", "Fusto Raccapricciante", e "Fusto Forse"; nella stessa puntata Boe crede che la sua carriera di pugile lo abbia fatto diventare brutto, e che la sua carriera terminò perché fu messo KO 40 volte di seguito ma soprattutto per motivi politici. La sua bruttezza fu la causa del suo fallimento ai provini di "It Never Ends" (Non finisce mai), una soap opera. Ha "orecchie a sventola, labbra da lucertola, piccoli occhi da ratto, fronte da cavernicolo, e faccia di pesce", così è descritto in Pygmoelian.
Dopo la scuola da barman alla Swigmore University (versione simpsoniana dello Swarthmore College, tradotta nella versione italiana in "Università di Tor Trincata") Boe aprì la sua taverna: "La Taverna di Boe"
Nella vita adulta Boe è il gestore della "Taverna di Boe" dove, tranne che nei pochi casi in cui si avvale di aiuti esterni, è il solo impiegato.
Il suo cliente più affezionato è Barney Gumble, e tra i clienti abituali si trovano Homer Simpson, Lenny Leonard, Carl Carlson, Sam e Larry. Boe è avaro coi clienti, rifiutandosi di offrir loro da bere, o cacciandoli quando sono a corto di liquidi. Nessuna donna entra nel locale dal 1979 (anche se in alcuni episodi si vedranno donne dentro il locale, come quelle che ballano svestite durante l'episodio del proibizionismo di Springfield). 
Boe generalmente serve birra Duff alla spina, avendo scarsa dimestichezza con altre bevande alcoliche, come liquori o vini; le bottiglie di liquore che si vedono dietro il bancone ci vengono dette essere "dipinte", e, in un caso, vediamo Boe vendere una bottiglia di Château Latour per pochi dollari. Essendo Boe particolarmente tirchio, e dal contesto, si capisce bene che lo fa non per generosità ma perché non conosce il reale valore della bottiglia. Egli abbandona più volte, con entusiasmo, il bar e tutti i suoi clienti ed amici, ogni qualvolta gli si presenta una occasione (che gli sembra) migliore, come il drink "The Flaming Moe", l'apertura del postmodern bar "M", e la conversione del suo locale in un ristorante per famiglie di cucina tipica chiamato Mangiatoia per famiglie dello zio Boe.
Una volta Boe serve ad Homer una birra Duff, mettendoci sopra i puntini sulla u, e facendo finta, così, che sia una birra europea d'importazione.
Alla ragazza di Barney Gumble (divenuto temporaneamente una sorta di intellettuale fricchettone al tempo del Quartetto dei Re Acuti), evidente parodia di Yoko Ono, serve però del profumo in un cappello da uomo con una prugna che vi galleggia.
Nelle prime stagioni della serie, Boe era spesso vittima degli scherzi telefonici di Bart Simpson. Puntualmente Bart chiama la Taverna e chiede di parlare con qualcuno, ma il nome richiesto, anche se Boe non se ne rende conto, è un doppio senso. Quando Boe chiama quel nome, gli avventori scoppiano a ridere e Boe, realizzando, urla una serie di insulti e minacce al telefono. Solo una volta lo scherzo fallisce: quando chiede di Ego Centrico, effettivamente nel locale si trova un avventore occasionale che si ritiene egocentrico. In un'altra il signor Burns chiama il locale e chiede di Smithers, e Boe pensando a uno scherzo lo minaccia. Si deduce da questo episodio che il numero telefonico di Boe è 76484377, in quanto Burns, non sapendo usare il telefono, per chiamare Smithers tenta di digitare sulla tastiera del telefono il suo nome S-M-I-T-H-E-R-S.
Per quanto riguarda la fede, lo si vede talvolta nella chiesa del "Ramo Occidentale della Riforma Americana Presbiluterana (The Western Branch of American Reform Presbylutheranism)" del reverendo Lovejoy (si tratta di una denominazione protestante immaginaria), tuttavia, nell'episodio 9F01, quando Homer lo invita a passare alla sua religione, lui, ringraziando, diniega affermando di essere nato addestratore di serpenti e di voler morire addestratore di serpenti. Però in un episodio ammette di aver preso parte al matrimonio del reverendo Moon. Ciò fa pensare che sia discepolo della Chiesa dell'Unificazione. Tuttavia in un altro episodio Boe ammette di essere stato scomunicato. Nell'episodio Picciotti da Strapazzo dopo che il reverendo Lovejoy gli chiede di quale religione fosse Boe risponde "Hai presente quando il tuo cane ha un incubo? Ecco, io prego quello"
Nella quarta puntata della trentatreesima stagione, Boe si ritrova con l'ex amore Maya, conosciuta originariamente nella stagione 20 nel episodio intitolato "Ambarabà Maya e Boe!". Boe, profondamente segnato dalle sue passate esperienze sentimentali dolorose, è tormentato dai suoi timori di non essere degno di amore e teme che Maya alla fine lo abbandonerà. Tuttavia, grazie ai saggi consigli di Homer, Boe riesce a superare questi dubbi e capisce che il suo desiderio più profondo è chiedere a Maya di sposarlo. Dopo aver deciso di chiedere a Maya di sposarlo, Boe prende un macete e, in un gesto straordinario, taglia la punta del suo amato fucile. Poi, con creatività e affetto, dovuta anche alla sua pessima situazione finanziaria, utilizza questa stessa punta del fucile tagliata come anello per la sua proposta di matrimonio. La risposta di Maya è un entusiastico "sì".

### Attività losche, clandestine ed illegali
Boe è spesso coinvolto in attività losche o illecite, spesso usando la sua taverna come copertura. Queste attività includono: commercio illegale di panda, rapimento di un'orca, ospitare gare di roulette russa, far disputare incontri di pugilato illegali, tenere una bisca clandestina, servire alcolici senza licenza (scaduta nel 1973), vendere alcol durante il breve proibizionismo di Springfield - in una puntata si vedono addirittura gli occhi di un uomo sotto al bancone di Boe che chiede cibo e Boe lo copre con un piede - ed esercitare abusivamente l'attività di chirurgo nel suo bar (Boe è un chirurgo radiato dall'albo). In una puntata Boe convince Homer a rubargli la macchina e a distruggerla sui binari del treno per frodare l'assicurazione: ovviamente la truffa non va a buon fine.
In un'altra puntata, quando Homer gli dice che i suoi pantaloni sono italiani e costano seicento dollari, Boe gli punta un fucile in faccia nell'intento di rubarli dicendo che ha cambiato mestiere.

### Carattere
Il temperamento di Boe è caratterizzato da brevi quanto violenti scoppi d'ira, uniti a tendenze omicide e suicide, con una predisposizione verso i comportamenti ossessivo-compulsivi. Queste tendenze sono evidenziate dal suo comportamento, con frequenti tentativi di suicidio (compreso un vero tentativo natalizio e nell'episodio Marge a tutta birra, dove dopo la chiusura del locale da parte dell'ufficio d'igiene Boe chiama la hotline per suicidi scoprendo che il suo numero è bloccato). Boe ha una lista di nemici personali molto simile a quella di Richard Nixon ed assume ruoli di rilievo in tutte le sommosse a Springfield, ha rapito il cantante dei Talking Heads, David Byrne, ha sparato a Carl con un fucile a pompa, ha rubato pantaloni costosi ad Homer, ha tenuto Hans Moleman prigioniero nei sotterranei del bar per torturarlo, ha cercato di truffare le assicurazioni (Imbroglio imbrogliato), ha usato come arma da difesa le sue doti di b-boy e perseguitando varie donne a Springfield. In una puntata Homer e Bart notano che Boe è più spiritoso e allegro del solito, e gli chiedono scherzosamente "Che ne hai fatto del vero Boe?" e tutti si mettono a ridere Boe compreso. Quello che non sanno è che il vero Boe è rinchiuso in uno stanzino sul retro del locale ed è legato ad una sedia ed imbavagliato.
Boe ha una vita sentimentale difficile a causa della sua volgarità verso le donne e del suo cattivo aspetto. Nonostante queste caratteristiche ha avuto diverse esperienze, fra cui andare a letto con la sua aiuto barman Colette, progettando una fuga amorosa con la maestra Caprapall, ottenendo un appuntamento con Renee, frequentando una donna di nome Betty, spassandosela con molte donne dopo un intervento di chirurgia plastica per rimediare al suo aspetto ripugnante.
E nelle ultime stagioni s'innamora di una donna nana di nome Maya. Ha avuto una lunga infatuazione per Marge Simpson (che egli chiama Midge) e in una occasione si è dichiarato ed ha tentato di portarla via ad Homer, andandoci neanche tanto lontano. Le infatuazioni di Boe sono sfociate spesso in comportamenti criminali e scontri con la legge; ha importunato Maude Flanders e altre donne; è schedato come molestatore, ed ha ordini restrittivi vigenti sulla sua persona. Ad un certo punto lo vediamo ricoverarsi in una clinica ("V.D. Clinic"). Boe ha anche chiesto in matrimonio un mascotte della WNBA, pur sapendo che dentro la mascotte si nascondeva un uomo, Gil.
Occasionalmente, Boe esprime amore genuino e sentimenti sinceri. Ha un gatto di nome Mr. Marameo, cui è molto legato. Boe è molto gentile verso i ratti che abitano il locale. Tutti i mercoledì sera, legge per i senzatetto di una vicina mensa e fa lo stesso per dei bambini malati all'ospedale. Prima che andasse distrutto Boe era innamorato di un vaso di uova in salamoia. Ha estratto il proprietario del negozio di musica King Toot e sua moglie dalla loro auto in fiamme. Ha salvato la vita a Maggie Simpson e l'ha protetta. Si è impegnato in opere di beneficenza in Sud America ed in Africa, usando un paracadute ad elica per combattere incendi e consegnare attrezzatura medica agli alluvionati. Ha dimostrato conoscenza delle auto e del ballo.
Anche se è un barista esperto, Boe è spesso avido e scontroso, oltre che di brutto aspetto, e tiene poco all'igiene del suo locale: il bagno delle donne viene convertito in ufficio quando lui diventa manager di un improbabile pugile Homer. Nonostante questo, ha un gruppo di clienti fedelissimi che gli è affezionato (Homer, i suoi colleghi Lenny e Carl, l'ubriacone a tempo pieno Barney Gumble e due personaggi onnipresenti: Sam, con occhiali e cappello, e Larry, con i capelli lunghi e radi).
Le sue origini sono misteriose, probabilmente è un immigrato clandestino di nazionalità incerta (in una puntata dichiara di essere olandese, in un'altra si sente il suo fanciullo interiore esclamare "mamma mia" con accento siculo, anche nella versione americana, ma il suo cognome fa pensare ad un'origine polacca. In una puntata parla dei suoi antenati baristi "alla corte dello Zar", ma potrebbe trattarsi di un'invenzione, in quanto stava narrando la storia della ricetta di un drink inventato da Homer che Boe rubò).
Si sa comunque che è negli Stati Uniti sin dall'infanzia, poiché appare nel cast di "Piccole Canaglie".
In un'altra puntata lo si vede come giovane inserviente presso il liceo di Marge e Homer.
Della sua infanzia Boe rivela soltanto in una puntata di aver fatto parte del cast di Piccole canaglie in cui impersonava il bambino brutto, fino a quando non fu cacciato per aver ucciso l'Alfalfa originale, colpevole di avergli rubato la gag. Non ha dovuto subire conseguenze legali, poiché Alfalfa era un orfano di proprietà degli Studios.
In una puntata, attribuirà a sé stesso l'invenzione del "Flambé Boe", cocktail inventato in realtà da Homer e guadagnerà molti dollari servendolo ai suoi clienti; pentitosi, è pronto a chiedere scusa ad Homer e a dividere con lui i guadagni della vendita della formula, quando Homer rivela l'ingrediente segreto: sciroppo per la tosse di Krusty. Spirito inquieto, desidera ardentemente ma segretamente una donna con cui condividere tutta la vita. È innamorato in segreto di Marge Simpson, a tal punto che, in una puntata della diciassettesima serie, dopo aver vinto per scommessa Homer l'album del suo matrimonio, lo si vede sostituire le foto di Homer con le proprie. Sempre in quella stessa puntata afferma che quando suda esce sangue. Contrabbanda animali in via d'estinzione come ad esempio Orche, Panda, ecc.
In una puntata, in seguito ad una serie di interventi di chirurgia plastica, diventa un attore di soap opera.
Trasforma, in molte puntate, la taverna in vari locali, uno su tutti "La Mangiatoia per Famiglie dello zio Boe", oppure durante il proibizionismo lo camuffa da negozio di animali; in una puntata con un trucco riesce a far partecipare il suo bar alla fiera di Springfield spacciandolo per un pub di lusso, fatto testimoniato anche dalla "Guida gay di Springfield".
Inoltre ha ospitato il gioco della roulette russa nel suo bar e nella puntata in cui torna il Proibizionismo a Springfield contrabbanda l'alcool con l'aiuto di Homer e in un'altra della quinta stagione si accenna che in passato fosse un criminale col soprannome di "Gheddafino" (o un parente del leader libico Muʿammar Gheddafi).

### Relazioni sentimentali
Benché caratterizzato da una personalità viscida, con atteggiamenti al limite della perversione e dello stalking nei confronti delle donne, nel corso della serie Boe ha avuto diverse relazioni sentimentali.
Donne importanti della vita di Boe:
Edna Caprapall: Giovane maestra della scuola elementare di cui Boe si innamora a prima vista quando arriva in città. I due iniziano una relazione e Boe, arrivato a rubare dei soldi a Serpe per stare con lei, pianifica di andarsene insieme. La donna però decide di restare a insegnare a scuola per aiutare i bambini in difficoltà come Bart Simpson, ponendo fine alla loro storia.
Maya: Una ragazza affetta da nanismo con cui Boe inizia una storia dopo averla conosciuta su Internet. I due sono molto felici assieme, ma si lasciano quando la ragazza arriva a pensare che il barista riesca a vedere solo la sua condizione fisica, e pertanto rifiuta, inizialmente, la sua proposta di matrimonio. Anni dopo i due si rincontrano, e capendo i loro errori ed essersi perdonati a vicenda, vanno a vivere insieme, e finalmente Maya accetta la sua proposta di matrimonio.
Marge Simpson: Benché non abbia mai avuto una vera e propria relazione con la donna, Boe sembra essere storicamente innamorato di lei, al punto che in una puntata lo si vede appiccicare le proprie foto sopra le immagini di Homer nel suo album matrimoniale con Marge. Curiosamente, in qualche occasione, anche la donna ha dato segno di provare interesse per il barista. Nell'episodio "Marge a tutta birra" i due iniziano un rapporto di stretta amicizia, dimostrando una profonda chimica che suscita la gelosia di Homer (a detta di Lenny e Carl i due iniziano in realtà una relazione sentimentale, fatta cioè di sentimenti ma non di rapporti veri e propri). Nonostante alla fine rimanga col marito, Marge sembra durante la puntata essere attratta a sua volta da Boe, al punto da arrivare ella stessa ad ammettere di considerarlo "un potenziale marito perfetto". Inoltre, nell'episodio "Boho House", Boe inizia a corteggiare la donna, in preda a una crisi matrimoniale con Homer. In questa occasione a un certo punto Marge stessa sembra essere interessata a Boho, e nel finale arriva addirittura ad accettare di vedersi con lui in quello che sembrerebbe un incontro romantico segreto. Nonostante tutto, tra i due non è mai successo nulla di concreto e Marge è sempre tornata da Homer (fatta eccezione per un episodio di Halloween, dove la donna sembra a tutti gli effetti innamorarsi del barman).
René: Ragazza fioraia di cui Boe si innamora perdutamente. Tra i due le cose filano a gonfie vele, ma Boe è convinto di poter mantenere la relazione solo basandosi sul denaro. Quando inizia ad essere a corto di soldi, pianifica assieme ad Homer di inscenare un furto d'auto per ottenere i soldi dell'assicurazione. Quando René scopre quanto accaduto e scopre per la prima volta il lato strano e incline all'illegalità di Boe, decide di terminare la relazione.

## Voce

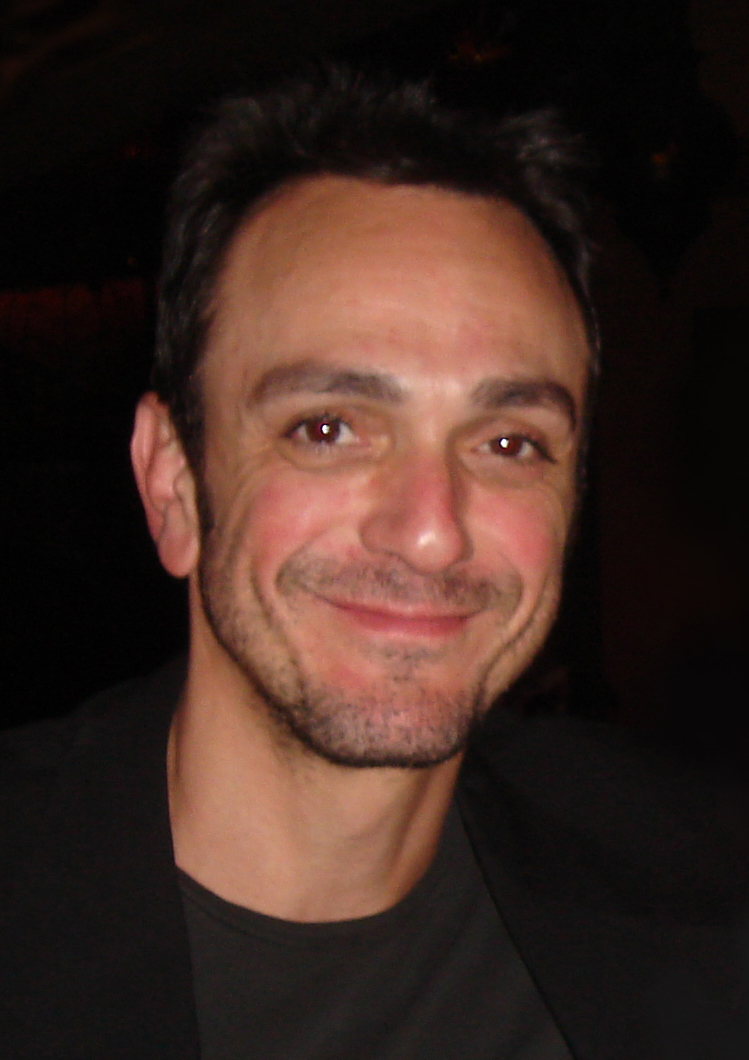
L'attore Hank Azaria, che presta la sua voce a Boe Szyslak

Il personaggio di Boe viene doppiato in inglese da Hank Azaria, che presta la voce a molti altri personaggi, tra cui Uomo dei fumetti, Carl Carlson, il sovrintendente Gary Chalmers e il commissario Clancy Winchester.
Nella versione italiana Boe è doppiato nelle prime sette stagioni da Mino Caprio, nell'ottava stagione da Pino Insegno e dalla nona stagione in poi da Teo Bellia.

## Origini del personaggio
Il personaggio Boe è nato basandosi sul proprietario del Tube Bar, Louis Deutsch detto "Red", e sul comico Rich Hall. Hank Azaria disse che la voce di Boe era basata su quella di Al Pacino in Quel pomeriggio di un giorno da cani, con un tono aspro.